# Valence (Charente)
Valence – miejscowość i gmina we Francji, w regionie Nowa Akwitania, w departamencie Charente.
Według danych na rok 1990 gminę zamieszkiwały 212 osoby, a gęstość zaludnienia wynosiła 20 osób/km² (wśród 1467 gmin regionu Poitou-Charentes, Valence plasuje się na 786. miejscu pod względem liczby ludności, natomiast pod względem powierzchni na miejscu 804.).